# Miss Norvège
Miss Norvège ou Frøken Norge est un concours de beauté féminin tenu en Norvège depuis 1950, destiné aux norvégiennes. Deux gagnantes sont sélectionnées, l'une pour participer au concours Miss Univers, l'autre pour le concours Miss Monde.
La couverture médiatique est assurée par le journal norvégien Dagbladet qui réalise une interview des gagnantes, et depuis 1985 par une retransmission sur TVNorge. Depuis 1985, Miss Norvège est une marque déposée par Geir Hamnes. La jeune femme sélectionnée pour le concours Miss Univers est choisie par un jury, tandis que celle qui participe au concours Miss Monde est choisie par les téléspectateurs.
En 2006, l'organisation Miss Monde a déclaré qu'elle n'acceptait que les gagnantes officielles des pays, ainsi les deux lauréates sont considérées comme des gagnantes ex æquo.

## Lauréates
| Année | Miss Norvège             | Comté           | Notes                                                                                             |
| ----- | ------------------------ | --------------- | ------------------------------------------------------------------------------------------------- |
| 1950  | Aud Grenes               |                 |                                                                                                   |
| 1952  | Eva Røine                | Østfold         | Elle est la première lauréate à participer à Miss Monde 1952.                                     |
| 1953  | Synnøve Gulbrandsen      |                 | Sœur jumelle de Solveig Gulbrandsen, Miss Monde Norvège 1953. Demi-finaliste à Miss Univers 1953. |
| 1954  | Mona Stornes (†)         | Oslo            | Top 16 à Miss Univers 1954.                                                                       |
| 1955  | Solveig Borstad          |                 | Top 15 à Miss Univers 1955.                                                                       |
| 1958  | Greta Andersen           |                 |                                                                                                   |
| 1959  | Jorunn Kristjansen       |                 | Première dauphine à Miss Univers 1959.                                                            |
| 1960  | Ragnhild Aas             |                 |                                                                                                   |
| 1961  | Rigmor Trengereid        |                 | Miss Norden 1961                                                                                  |
| 1962  | Beate Brevik Johansen    |                 |                                                                                                   |
| 1963  | Mette Stenstad           |                 | Miss Europe 1963                                                                                  |
| 1964  | Jorunn Nystedt           |                 | Troisième dauphine de Miss Scandinavie 1963, Kaarina Marita Leskinen.                             |
| 1965  | Britt Aaberg             |                 |                                                                                                   |
| 1966  | Siri Gro Nilsen          |                 | Première dauphine de Miss Scandinavie 1967, Satu Charlotta Östring.                               |
| 1967  | Gro Goksør               |                 | Première dauphine de Miss Scandinavie 1968, Eva Englander.                                        |
| 1968  | Tone Knaran              | Oslo            | Miss Scandinavie 1969                                                                             |
| 1969  | Patricia Walker          | Oslo            |                                                                                                   |
| 1970  | Vibeke Steineger         | Hordaland       | Seconde dauphine de Miss Scandinavie 1971, Kristina Wayborn.                                      |
| 1971  | Ruby Reitan              | Oslo            |                                                                                                   |
| 1972  | Liv Hanche Olsen         | Oslo            |                                                                                                   |
| 1973  | Aina Walle               | Oslo            |                                                                                                   |
| 1975  | Jenny Ottesen            | Oslo            |                                                                                                   |
| 1976  | Bente Lihaug             | Oslo            |                                                                                                   |
| 1977  | Jeanette Aarum           | Oslo            |                                                                                                   |
| 1978  | Unni Margret Øgland      | Oslo            |                                                                                                   |
| 1979  | Heidi Louise Oiseth      | Oslo            |                                                                                                   |
| 1980  | Maiken Nielsen           | Oslo            |                                                                                                   |
| 1981  | Anita Nesbø              | Akershus        |                                                                                                   |
| 1982  | Jeanette Krefting        | Oslo            |                                                                                                   |
| 1983  | Karen Elisabeth Dobloug  | Hedmark         |                                                                                                   |
| 1984  | Ingrid Marie Martens     | Akershus        |                                                                                                   |
| 1985  | Karen Margrethe Moe      | Vest-Agder      |                                                                                                   |
| 1986  | Tone Henriksen           | Troms           |                                                                                                   |
| 1987  | Renate Bibow             | Hedmark         |                                                                                                   |
| 1988  | Bente Brunland           | Oppland         |                                                                                                   |
| 1989  | Lene Ørnhoft             | Akershus        |                                                                                                   |
| 1990  | Mona Grudt               | Nord-Trøndelag  | Miss Univers 1990                                                                                 |
| 1991  | Lene Maria Pedersen      | Troms           |                                                                                                   |
| 1992  | Anne Sofie Galåen        | Hedmark         |                                                                                                   |
| 1993  | Ine Beate Strand         | Buskerud        |                                                                                                   |
| 1994  | Caroline Sætre           | Møre og Romsdal |                                                                                                   |
| 1995  | Lena Sandvik             | Østfold         |                                                                                                   |
| 1996  | Inger Lise Ebeltoft      | Troms           |                                                                                                   |
| 1997  | Stine Bergsvand          | Telemark        |                                                                                                   |
| 1998  | Henriette Dankertsen     | Akershus        |                                                                                                   |
| 1999  | Anette Haukass           | Møre og Romsdal |                                                                                                   |
| 2000  | Tonje Kristin Wøllo      | Buskerud        |                                                                                                   |
| 2001  | Linda Marshall           | Buskerud        |                                                                                                   |
| 2002  | Hege Hatlo               | Akershus        |                                                                                                   |
| 2003  | Hanne-Karine Sørby       | Telemark        |                                                                                                   |
| 2004  | Kathrine Sørland         | Rogaland        |                                                                                                   |
| 2005  | Helene Tråsavik          | Rogaland        |                                                                                                   |
| 2006  | Martine Jonasen          | Vestfold        |                                                                                                   |
| 2007  | Kirby Ann Basken         | Akershus        |                                                                                                   |
| 2008  | Lene Egeli               | Rogaland        | Elle est finaliste de Norway's Next Top Model en 2006.                                            |
| 2009  | Eli Landa                | Rogaland        |                                                                                                   |
| 2010  | Melinda Elvenes          | Vestfold        | Elle est de descendance africaine.                                                                |
| 2011  | Ana Zahl                 | Nordland        | Elle est de descendance botswanaise.                                                              |
| 2012  | Sara Nicole Andersen     | Oslo            | Elle est de descendance iranienne.                                                                |
| 2013  | Mari Chauhan             | Hedmark         | Elle est de descendance indienne.                                                                 |
| 2014  | Elise Dalby              | Hedmark         |                                                                                                   |
| 2015  | Martine Rødseth          | Hedmark         |                                                                                                   |
| 2016  | Christina Waage          | Akershus        |                                                                                                   |
| 2017  | Kaja Kojan               | Akershus        |                                                                                                   |
| 2018  | Susanne Guttorm          | Finnmark        | Elle est d'origine sami.                                                                          |
| 2019  | Helen Abildsnes          | Vest-Agder      |                                                                                                   |
| 2020  | Sunniva Hoiasen Frigstad | Vennesla        | Miss Univers 2020                                                                                 |
| 2021  | Nora Emilie Nakken       | Trondheim       |                                                                                                   |
| 2022  | Ida Anette Hauan         | Trondheim       |                                                                                                   |
| 2023  | Julie Tollefsen          | Oslo            |                                                                                                   |
| 2024  | Lilly Sødal              | Vest-Agder      |                                                                                                   |

## Palmarès par comté
| Titres | Comtés          | Comtés | Années                                                                       |
| ------ | --------------- | ------ | ---------------------------------------------------------------------------- |
| 13     | Oslo            |        | 1968, 1969, 1971, 1972, 1973, 1975, 1976, 1977, 1978, 1979, 1980, 1982, 2012 |
| 08     | Akershus        |        | 1981, 1984, 1989, 1998, 2002, 2007, 2016, 2017                               |
| 06     | Hedmark         |        | 1983, 1987, 1992, 2013, 2014, 2015                                           |
| 04     | Rogaland        |        | 2004, 2005, 2008, 2009                                                       |
| 03     | Buskerud        |        | 1993, 2000, 2001                                                             |
| 03     | Troms           |        | 1986, 1991, 1996                                                             |
| 02     | Vestfold        |        | 2006, 2010                                                                   |
| 02     | Telemark        |        | 1997, 2003                                                                   |
| 02     | Møre og Romsdal |        | 1994, 1999                                                                   |
| 01     | Nordland        |        | 2011                                                                         |
| 01     | Østfold         |        | 1995                                                                         |
| 01     | Nord-Trøndelag  |        | 1990                                                                         |
| 01     | Oppland         |        | 1988                                                                         |
| 01     | Vest-Agder      |        | 1985, 2019                                                                   |
| 01     | Hordaland       |        | 1970                                                                         |

## Candidates disqualifiées
Les conditions de participation à l'élection de Miss Norvège précisent que les candidates ne doivent pas avoir été vues en photo nues. Or, Aylar Dianati était candidate en 2004 était apparue dans de nombreux films pornographiques.